# 自由意志党 (荷兰)
自由意志党（荷蘭語：Libertaire Partij，缩写LP）是荷兰的自由意志主义政党，成立于1993年。它希望发展“一个自由的世界，一个没有任何人被迫为了他人的利益而牺牲生命和财产的世界”。该党的首任主席是托尼·曼德斯，他在海牙法学家学院（Haags Juristen College）工作，是一名自由意志主义者。2015年5月9日，贾斯珀·德格罗特（Jasper de Groot）当选为主席。该党的现任主席是罗伯特·瓦伦丁，在他的领导下，该党采取了更为古典自由主义路线。

## 历史
自由意志党由巴托尔德·范多恩（Barthold van Doorn）、许布·永亨（Hub Jongen）和斯特凡·范赫拉贝克（Stefan van Glabbeek）于1993年创建。他们是成立于1970年代的荷兰自由意志主义者中心的支持者，并且非常热衷于参与自由意志主义者媒介的活动。这个媒介帮助他们找到了创建政党所需的条件。该党的成立主要是受到美国自由意志党的启发。
自由意志党参加了1994年荷兰大选，获得2,754票，没有赢得席位。此后，该党在“冬眠”中度过了近20年，组织讲座和活动传播信息，但没有参加全国选举。该党在2012年再次活跃起来，并参加了2012年荷兰大选，仅获得4,163票。
此后，自由意志党参加了2013年和2014年的10次市政选举，选举了新主席，并进行了扩大和现代化。自2012年以来，党员人数显著增加，尽管该党在任何议会或立法机构中都没有代表。2014年，自由意志党是荷兰第一个接受比特币的政党。该党还参加了荷兰省级选举和2017年大选，但未能赢得任何席位，仅获得1,492票。四年后，自由意志党参加了2021年荷兰大选，获得5,546票，这是他们自成立以来最好的大选成绩，但仍然不足以获得席位。

## 意识形态
自由意志党的意识形态基础是右翼自由意志主义，支持广泛的经济自由和个人自由政策。政治方面，自由意志党支持地方分权。经济方面，自由意志党支持减税，支持中小企业发展以及将比特币定为法定货币。社会文化方面，自由意志党支持教育改革，支持软性药物非刑事化，支持互联网自由，支持动物福利。

### 政治
自由意志党支持改革选举制度，支持具有约束力的全民投票和直接选举市长和总理。同时该党支持地方分权，赋予各省市更大自治权。

### 经济
自由意志党希望通过大幅减少税收来增加购买力，支持将荷兰的税率减少20％，并完全废除前40,000欧元的收入税、利润和基本需求税。自由意志党支持小政府，希望建立一个规模较小，效率更高的政府，大幅降低政府成本，从而减少税收负担，减少官僚主义以及减少不必要的监管。
自由意志党认为企业家是繁荣的荷兰的基础。该党支持中小企业发展，减轻中小企业的税收负担，为中小企业和自由职业者提供公平机会，支持没有阻碍国际贸易的开放经济。

#### 比特币
自由意志党建议采用比特币作为法定货币。他们认为，比特币协议向全世界展示了权力下放的力量。不存在对网络巨大计算能力的控制，没有人可以破解或操纵货币。它们为那些对欧元或美元等政府操纵的货币信心不足的人提供了一个安全的价值天堂。

### 社会
自由意志党认为，对毒品的打击实际上导致了更多的犯罪，当前的毒品政策每年使纳税人损失45亿欧元，尽管大多数荷兰人赞成将软性药物合法化。自由意志党支持将软性药物和MDMA的销售、使用和生产非刑事化，并将专业生产从居民区带入受控环境。
自由意志党支持互联网自由和隐私权。该党认为，共享信息和发表意见的自由是民主的核心价值观之一，但是政府越来越多地以预防犯罪为幌子对互联网进行控制。这有可能危害我们的自由和隐私权，侵犯隐私或自由的组织不属于自由社会。

### 媒体
自由意志党反对政府干涉媒体。该党认为，媒体必须能够自由地开展工作，而无需政府决定可以写什么，不能写什么，什么是假新闻或什么不是假新闻。新闻自由对于任何自由社会都至关重要。同时，自由意志党也反对政府对媒体的补贴。

### 教育
自由意志党希望彻底改革当前的教育体系。该党认为，父母和学生有权根据自己的要求选择、付费教育，而不是政府。自由意志党支持教育专业人员享有更多自由，学生和家长应该有更多选择，同时支持独立教育机构。

### 医疗保健
自由意志党认为失败的政府政策在很大程度上是医疗保健高成本和长等待时间罪魁祸首。自由意志党支持健康至上，而不是医疗机构和保险公司的利益。自由意志党呼吁健康保险的更多选择自由，希望接纳更多的提供商，包括来自其他国家的保险公司，通过竞争导致价格下降，最终建立一个专业，有效且负担得起的医疗保健系统。

### 国防
自由意志党希望停止干涉他国冲突，他们认为，近年来荷兰经常干预世界各地的各种冲突，这造成许多痛苦，花费大量金钱，并最终将导致新的，不可预见的冲突。自由意志党支持维持一支捍卫荷兰利益免受具体威胁的军队，永远不要对未首先袭击荷兰的国家使用军队。

### 欧盟
自由意志党支持将荷兰保留在欧盟内，但他们认为，尽管欧洲经济共同体的自由贸易给荷兰带来了繁荣，但欧盟的政治野心也带来了问题。荷兰的贸易受到欧盟法规的限制，欧盟的权利以成员国为代价而增加，结果导致个人对自己的生活的影响越来越小。自由意志党支持将决定权回到荷兰。

### COVID-19
自由意志党认为，除了儿童外，COVID-19对年龄在75岁以下的人几乎没有危险，主要是老年人和有潜在疾病的人入院的风险增加。而严格的封锁措施造成了严重的经济损害和社会损害。自由意志党相信个人自由和责任，主张风险群体为自己的安全进行自我检疫，以便荷兰其他地区可以再次开放以保持正常的社会运转，同时可以为风险群体提供更好的支持。 自由意志党还反对宵禁、封锁和其他措施，反对疫苗护照或其他强制性疫苗。

## 选举结果

### 议会选举
| 选举   | 众议院 | 众议院 | 众议院  | 众议院 |
| 选举   | 得票   | 得票率 | 席位    | +/–    |
| ------ | ------ | ------ | ------- | ------ |
| 1994年 | 2,754  | 0.03%  | 0 / 150 | ━      |
| 2012年 | 4,163  | 0.04%  | 0 / 150 | ━      |
| 2017年 | 1,492  | 0.01%  | 0 / 150 | ━      |
| 2021年 | 5,546  | 0.05%  | 0 / 150 | ━      |

## 知名支持者
公关和金融分析师维纶·米德尔科普于2012年8月21日通过一条推文建议给自由意志党投票。2014年，第50条党的丹尼尔·范德斯图普建议人们在可能的情况下为自由意志党投票。作家阿诺·韦伦斯是2021年大选自由意志党选举名单的末位候选人。